# Peter Dronke
Ernst Peter Michael Dronke FBA (Colonia, 30 de mayo de 1934-23 de abril de 2020) fue un académico alemán, especializado en literatura en latín medieval. Fue uno de los principales estudiosos del siglo XX de la lírica latina medieval, y su obra La lírica medieval (1968) es considerada la introducción estándar al tema. 

## Vida y carrera
Nació en Colonia en 1934; en 1939, su familia se estableció en Nueva Zelanda. Obtuvo los grados de licenciatura y maestría en Wellington. En 1955 recibió una beca de viaje para estudiar en el Magdalen College, Oxford. Ocupó un puesto de profesor de latín medieval en la Universidad de Cambridge en 1961 y fue miembro del Clare Hall en 1964. Le fue concedido un puesto personal de profesor adjunto en 1979 y una cátedra personal en literatura de latín medieval en 1989. Llegó a ser miembro de la Academia Británica en 1984. En 2001, se retiró.
Se casó con la medievalista Ursula Brown en 1961.
Falleció a los ochenta y cinco años el 23 de abril de 2020.

## Obra selecta
- Medieval Latin and the Rise of the European Love-Lyric, 2 vols., (1965-6)
- The Medieval Lyric (1968)
- Poetic Individuality in the Middle Ages: New Departures in Poetry 1000-1500 (1970)
- Women Writers of the Middle Ages: A Critical Study of Texts from Perpetua to Marguerite Porete (1984)
- Dante and Medieval Latin Traditions (1986)
- A History of Twelfth-Century Western Philosophy, editor (1988)
- Nine Medieval Latin Plays (1994)